# Abdij van Heilsbronn

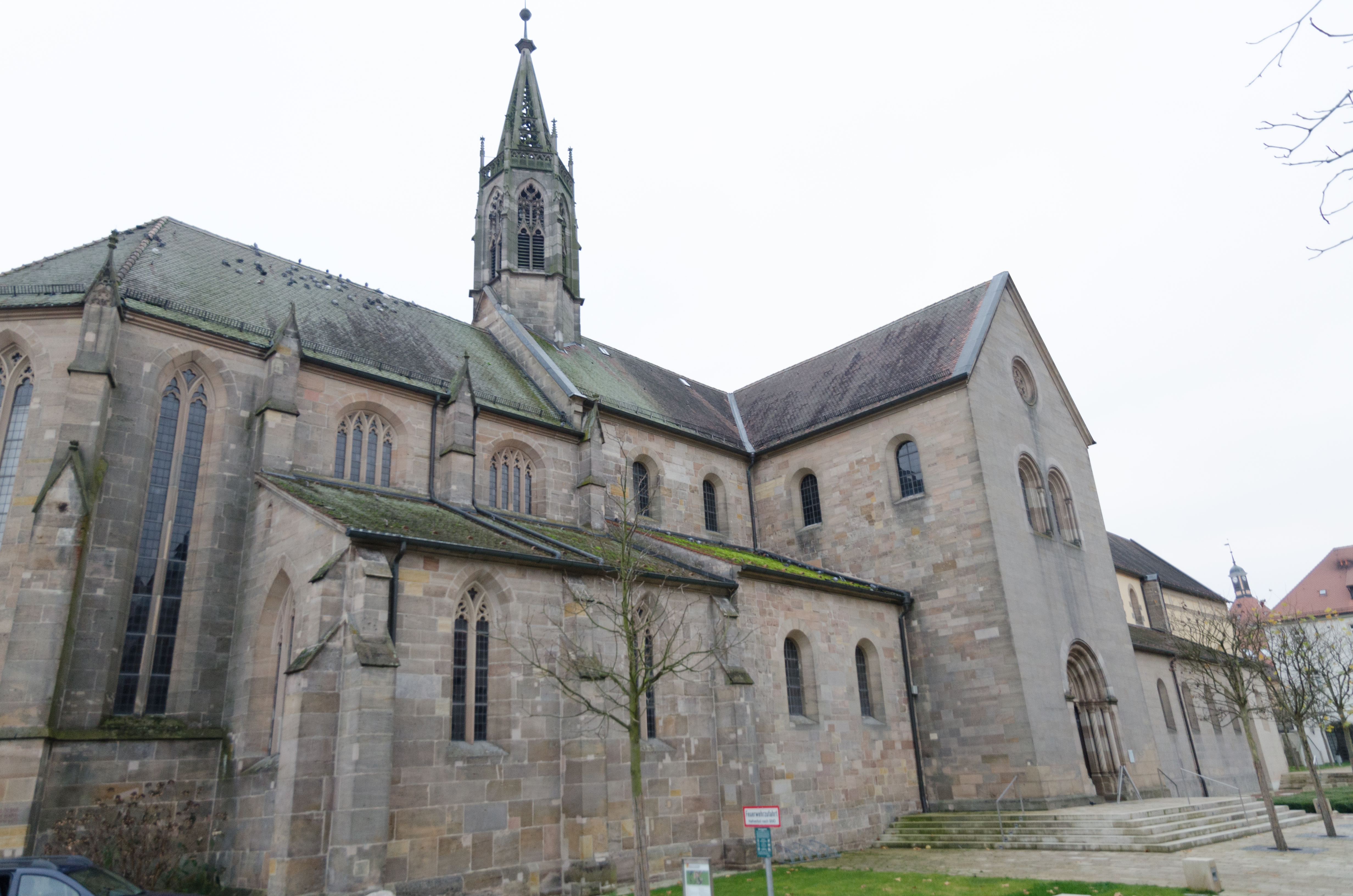
Heilsbronn

De Abdij van Heilsbronn was een cisterciënzer abdij in Beieren.
In 1132 werd onder bisschop Otto I van Bamberg een cisterciënzer abdij in Heilsbronn gesticht als dochterklooster van de abdij Ebrach. De bisschop kocht goederen van de graaf van Abenberg om het klooster van inkomsten te voorzien. Het klooster kreeg geen eigen voogd, want de bisschop van Bamberg vreesde dat de macht van een voogd in het nadeel van het bisdom zou zijn. In plaats van onder voogdij stond de abdij onder bescherming van het bisdom Bamberg. Het beit van de abdij was zo uitgestrekt dat er vijf prossdijen gevormd konden worden: Bonnhof, Zenn, Altmühl, Randersacker bij Würzburg en Nördlingen.
Sinds de dertiende eeuw werden de burggraven van Neurenberg in de abdij begraven. In 1333 verleende keizer Lodewijk de Beier de voogdij aan de burggraven van Neurenberg uit het geslacht Hohenzollern. Het burggraafschap Neurenberg ging later over in het vorstendom (markgraafschap) Ansbach.
Markgraaf Georg de Vrome van Ansbach seculariseerde de abdij behoedzaam om met de opbrengsten zijn schulden te kunnen verminderen. Het kloosterbezit bleef echter tot 1805 een afzonderlijk deel van het staatsvermogen. Na de secularisatie werd de kloosterschool in 1581 omgezet in een vorstenschool.
Als deel van het vorstendom Ansbach kwam de voormalige abdij in 1805 aan het koninkrijk Beieren.